# Gravertjärnen (Åls socken, Dalarna, 673121-147091)
Gravertjärnen är en sjö i Leksands kommun i Dalarna och ingår i Dalälvens huvudavrinningsområde.